# ماركوس براون
ماركوس براون Marcus Braun (ولد عام 1971 في بولاي) هو كاتب روائي ومسرحي ألماني.
درس اللغة الألمانية وأدبها والفلسفة والقانون في جامعة ماينتس. وبدأ نشر أعماله في فترة الدراسة، فنشر أعمال قصصية ومسرحية في المجلات والمختارات الأدبية. ويعمل حاليا كاتبا حرا ويقيم في برلين.
حصل على عدة جوائز أدبية منها: جائزة مارتا زالفيلد التشجيعية عام 1997، وجائزة أفضل كتاب في العام عن روايته أرمور Armor عام 2007.
من رواياته: ديلهي 1999 - ناديانا 2000 - الاستعدادات للزفاف 2003 - أرمور 2007.
كما ترجمة ديوان شعر لمارسين زينديكي بعنوان «قطع من الأرض، قصائد من عشر سنوات» بالتعاون مع جريجور كالاو.